# Kirewci
Kirewci (bułg. Киревци) – wieś w Bułgarii, w obwodzie Wielkie Tyrnowo, w gminie Elena. Wieś wymarła.